# Batrachorhina katangensis
Batrachorhina katangensis är en skalbaggsart som beskrevs av Stefan von Breuning 1961. Batrachorhina katangensis ingår i släktet Batrachorhina och familjen långhorningar. Inga underarter finns listade.